# Farligt vittne

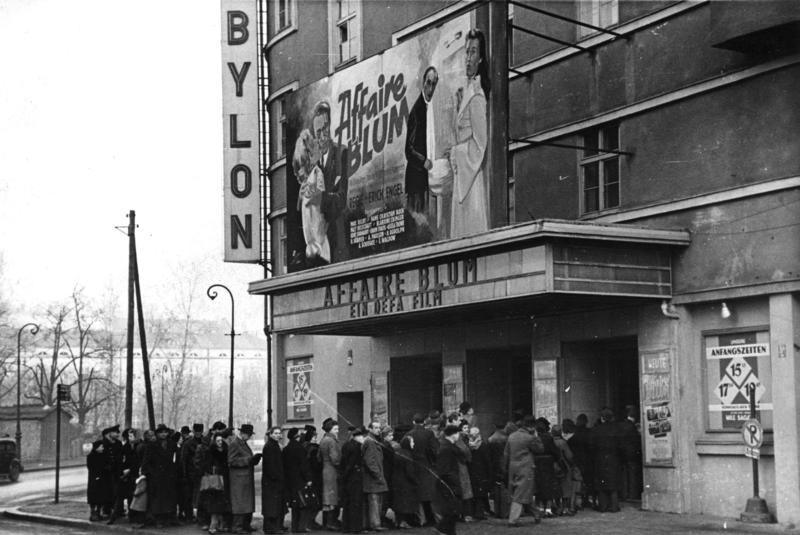
Farligt vittne visas på bio i Berlin.

Farligt vittne är en östtysk långfilm från 1948 i regi av Erich Engel med manus av Robert A. Stemmle. Filmen som producerades av DEFA var en av många reflekterande tyska filmer som gjordes åren efter andra världskrigets slut. Den behandlar en välkänd rättsskandal i Weimarrepubliken 1926, då den judiske företagaren Dr. Blum anklagades för ett mord han ej begått. 

## Rollista
- Kurt Ehrhardt - Jakob Blum
- Karin Evans - Sabine Blum
- Hans Christian Blech - Karlheinz Gabler
- Gisela Trowe - Christina Burman
- Helmut Rudolph - Wilschinsky
- Alfred Schieske - kommissarie Otto Bonte
- Herbert Hübner - Hecht
- Paul Bildt - Konrat
- Ernst Waldow - kommissarie Schwerdtfeger
- Arno Paulsen - Wilhelm Platzer
- Maly Delschaft - Anna Platzer
- Blandine Ebinger - Lucie Schmerschneider
- Friedrich Maurer - Dr. Gerhard Wormser
- Gerhard Bienert - Karl Bremer
- Werner Peters - Egon Konrad
- Margarete Schön - Sophie Konrad
- Arthur Schröder - von Hinkeldey
- Reinhard Kolldehoff - Max Tischbein